# Nationaloper Bergen

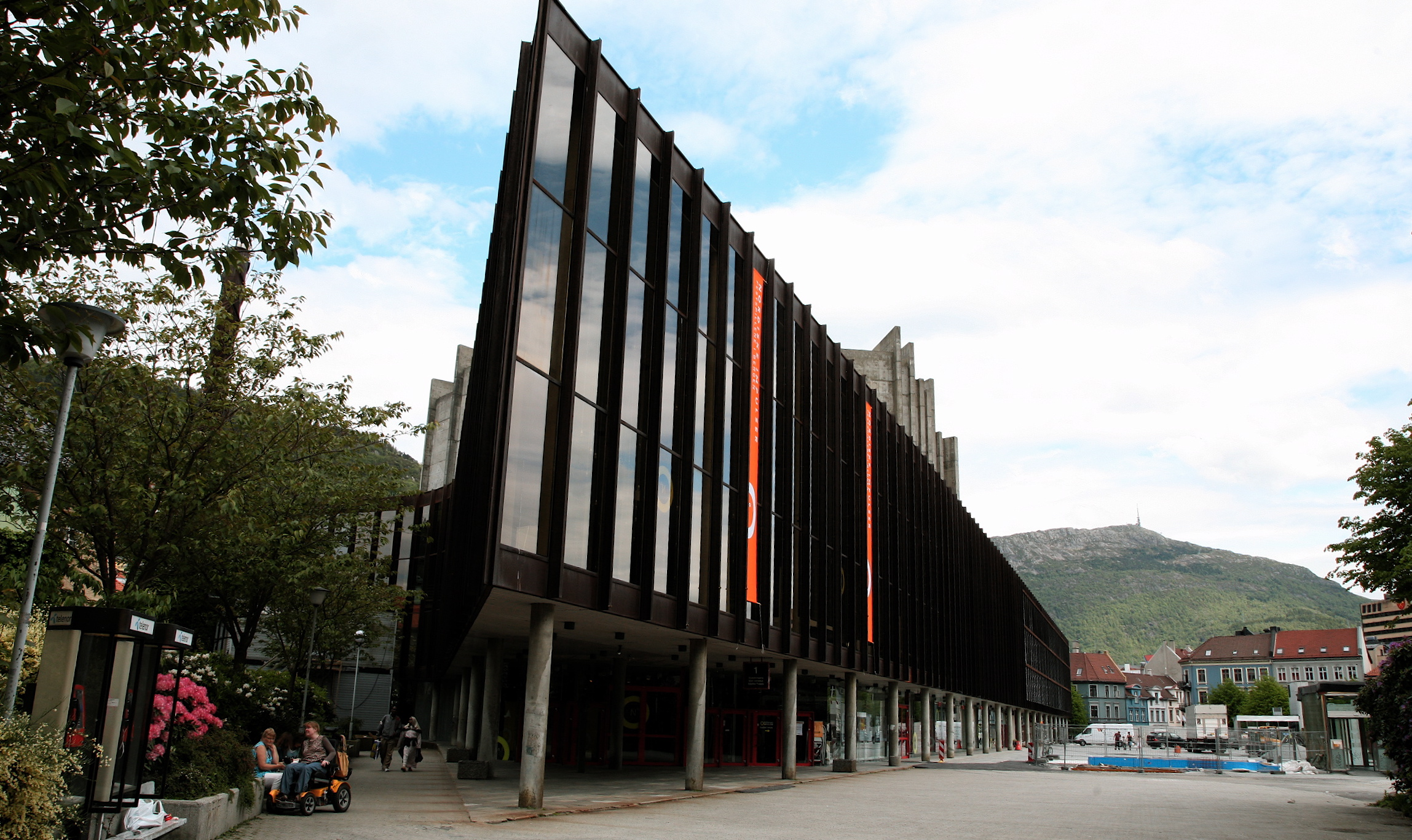
Nationaloper in der Grieghalle

Die Nationaloper Bergen (norwegisch: Bergen Nasjonale Opera) ist eine Institution in Bergen, Norwegen, in der Musiktheater aufgeführt wird.

## Geschichte
Ursprünglich war die Gesellschaft unter dem Namen Den Nye Opera (die neue Oper) gegründet worden. Es handelt sich um eine Stiftung, die 2005 vom Philharmonischen Orchester Bergen, der Nationalen Bühne, der Grieghalle und dem Internationalen Festival Bergen ins Leben gerufen wurde. 2007 wurde dann auch Opera Vest Teil der Stiftung mit dem Ziel, für das westliche Norwegen eine regionale Oper zu schaffen.